# Асор, Янив
Яни́в Асо́р (ивр. יניב עשור‎; прозвище: А́сор; род. 15 июля 1972, Мивтахим, Израиль) — генерал-майор Армии обороны Израиля, нынешний Командующий Южным военным округом (с 12 марта 2025 года).

## Биография
Янив Асор родился и вырос в мошаве Мивтахим на юге Израиля около сектора Газа в семье Хананьи и Мазаль Асор, выходцев из Марокко. Был пятым из семи детей семьи.
Отец, Хананья Асор, с 1954 года занимался сельским хозяйством, выращивая в мошаве овощи.
Янив Асор учился в начальной школе «Йовлей ха-Бсор» и средней школе «Ха-Бсор».

### Военная карьера
В 1990 году был призван на службу в Армию обороны Израиля, начал службу в 12-м батальоне пехотной бригады «Голани».
Прошёл подготовку в качестве бойца и командира отделения бригады и окончил офицерские курсы, после чего командовал взводом в 3-й роте 12-го батальона бригады в ходе боевых действий в южном Ливане, в том числе участвовав в операции «Сведение счётов». В 1996 году, после трёхмесячного отпуска в Южной Америке, был назначен командиром стрелковой (передовой) роты (ивр. פלוגה רובאית‎) батальона, размещавшейся в форпосте «Рейхан» в Ливане; в этой должности принял участие в операции «Гроздья гнева» в южном Ливане.
Затем служил ответственным за обеспечение безопасности службы бригады, а с 1996 по 1997 возглавлял противотанковую роту разведбатальона бригады. Затем находился на учёбе в Университете имени Бар-Илана.
С 2001 по 2002 год был заместителем командира 51-го батальона бригады «Голани», в этой должности принял участие, помимо прочего, в боях в Дженине в ходе операции «Защитная стена» на Западном берегу реки Иордан. Вследствие тяжёлого ранения командира батальона подполковника Офека Бухриса в ходе боевых действий в Наблусе 3 мая 2002 года Асор принял на себя командование батальоном в бою в качестве исполняющего обязанности командира батальона. В 2002 году вышел на учёбу в Колледже полевого и штабного командного состава Корпуса морской пехоты США, а с 2003 по 2004 год был командиром оперативного отдела (ивр. קצין אג"ם‎) бригады «Голани».
В 2004 году был повышен в звании до подполковника (сган-алуф) и вступил на должность командира 51-го батальона бригады «Голани». Командовал батальоном, помимо прочего, в ходе исполнения плана одностороннего размежевания и в рамках операции «Летние дожди» и других боевых операций в секторе Газа. Батальон под руководством Асора также был направлен на некоторое время на несение дежурства по обеспечению безопасности в районе Хеврона; в этот период Асор получил выговор вследствие аварии, в результате которой погиб боец батальона. Также временно нёс дежурство в районе Хар-Дова на израильско-ливанской границе. Батальон также дважды провёл батальонные тактические учения.
В июле 2006 года вследствие начала Второй ливанской войны батальон под командованием Асора был переведён из сектора Газа на территорию Ливана и вступил в боевые действия ночью 23 июля 2006 года. Боевой задачей, возложенной на батальон, была атака и захват восточной окраины города Бинт-Джубайль в рамках задачи бригады «Голани» по зачистке восточной части города. Силы батальона в ходе сражения за Бинт-Джубайль состояли из двух стрелковых рот (1-я и 3-я роты), роты огневой поддержки и миномётного взвода. В ходе сражения батальон под командованием Асора поразил десятки боевиков «Хезболлы», три комплекса залпового огня и склады боеприпасов противника, однако понёс потерю восьми бойцов, в том числе заместителя Асора (майора Рои Кляйна) и ранение 24 бойцов. За свои достижения в ходе Второй ливанской войны батальон был удостоен знака отличия Командующего Северным военным округом, знаки отличия также получили 16 бойцов батальона. Асор служил на должности командира батальона до 2006 года.
С 2006 по 2008 год командовал спецподразделением «Эгоз», принимая в этой должности участие в боевых операциях в секторе Газа и на Западном берегу реки Иордан. В одной из таких операций в секторе Газа, в январе 2008 года, подразделение под командованием Асора уничтожило 18 боевиков, в том числе сына одного из лидеров «ХАМАС» Махмуда аз-Захара. Затем вышел в отпуск на учёбу.
В сентябре 2009 года получил звание полковника (алуф-мишне) и был назначен на должность командира территориальной бригады «Хирам». Исполнял эту должность до июля 2011 года, а с 2011 по 2012 год был заместителем командира бронетанковой дивизии «Гааш».
С 19 июля 2012 по 11 июня 2014 года возглавлял бригаду «Голани», после чего выехал на учёбу за рубеж.
9 сентября 2015 года был повышен в звании до бригадного генерала (тат-алуф) и вступил на должность командира территориальной дивизии «Ха-Башан». Командовал дивизией до 11 февраля 2018 года.
С 9 апреля 2018 по 13 октября 2020 года возглавлял Оперативный отдел (ивр. חטיבת המבצעים‎) Оперативного управления Генерального штаба армии. С началом коронавирусной эпидемии в начале 2020 года на Оперативный отдел под руководством Асора была возложена функция координации усилий Армии обороны Израиля по противодействию пандемии.
14 февраля 2021 года Асору было присвоено звание генерал-майора, а 21 февраля 2021 года он вступил на должность главы Управления кадров Генштаба Армии обороны Израиля, сменив на посту генерал-майора Моти Альмоза. 18 ноября 2024 года Асор передал пост главы Управления кадров генерал-майору Дадо Бар Калифе.
Несмотря на то что завершение должности предполагало завершение военной карьеры Асора, генерал-лейтенант Эяль Замир, вступивший на пост Начальника Генштаба, рекомендовал назначить Асора на пост Командующего Южным военным округом, и эта рекомендация была утверждена министром обороны Исраэлем Кацем 5 марта 2025 года. 12 марта 2025 года Асор вступил на должность, сменив на посту генерал-майора Ярона Финкельмана.
В период командования Асора силы округа продолжали участие в начавшейся в 2023 году войне в Газе. 16 мая 2025 года силы округа под командованием Асора перешли в очередное наступление в секторе Газа в рамках операции «Колесницы Гидеона», а 2 июля 2025 года — в рамках операции «Как лев поднимается».

### Образование и личная жизнь
За время военной службы Асор получил степень бакалавра Университета имени Бар-Илана (в области экономики и логистики) и степень магистра делового администрирования Университета имени Бен-Гуриона, а также окончил учёбу в Колледже полевого и штабного командного состава Корпуса морской пехоты США и Королевском колледже оборонных исследований Вооружённых сил Великобритании.
Женат на Дикле Асор, отец четырёх детей. Проживает в религиозном мошаве Кфар-ха-Роэ в региональном совете Эмек-Хефер.

## Публикации
- Асор Я. Лицо битвы — 51-й батальон во Второй ливанской войне // Вторая ливанская война — практические выводы = פני הקרב — גדוד 51 במלחמת לבנון השנייה // מלחמת לבנות השנייה — תבונת המעשה (иврит). — אמ"ץ-תוה"ד, המעבדה התפיסתית, המכללה הבין-זרועית לפיקוד ולמטה [Отдел доктрины и инструктажа Оперативного управления Генштаба армии, Лаборатория концепций, Межвойсковой колледж полевого и штабного командного состава], 2009.[13]